# Карълайн (окръг, Вирджиния)
Окръг Карълайн (на английски: Caroline County) е окръг в щата Вирджиния, Съединени американски щати. Площта му е 1396 km², а населението - 22 121 души (2000). Административен център е град Боулинг Грийн.